# Aeroportul Begishevo
Aeroportul Begishevo (IATA: NBC, ICAO: UWKE) este un aeroport din Naberejnîe Celnî, Tatarstan, Rusia ce deservește zona Nijnekamsk. Aeroportul a fost tranzitat în 2021 de 643.977 de pasageri. A fost deschis în 1971 și numit după Q4257797⁠(d).
Situat la o altitudine de 196 m, aeroportul dispune de 1 pistă.

## Infrastructură

### Piste
Aeroportul dispune de o singură pistă. Pista 04/22 are suprafața de asfalt și dimensiunile 2.502 m × 42 m. 